# Majgården

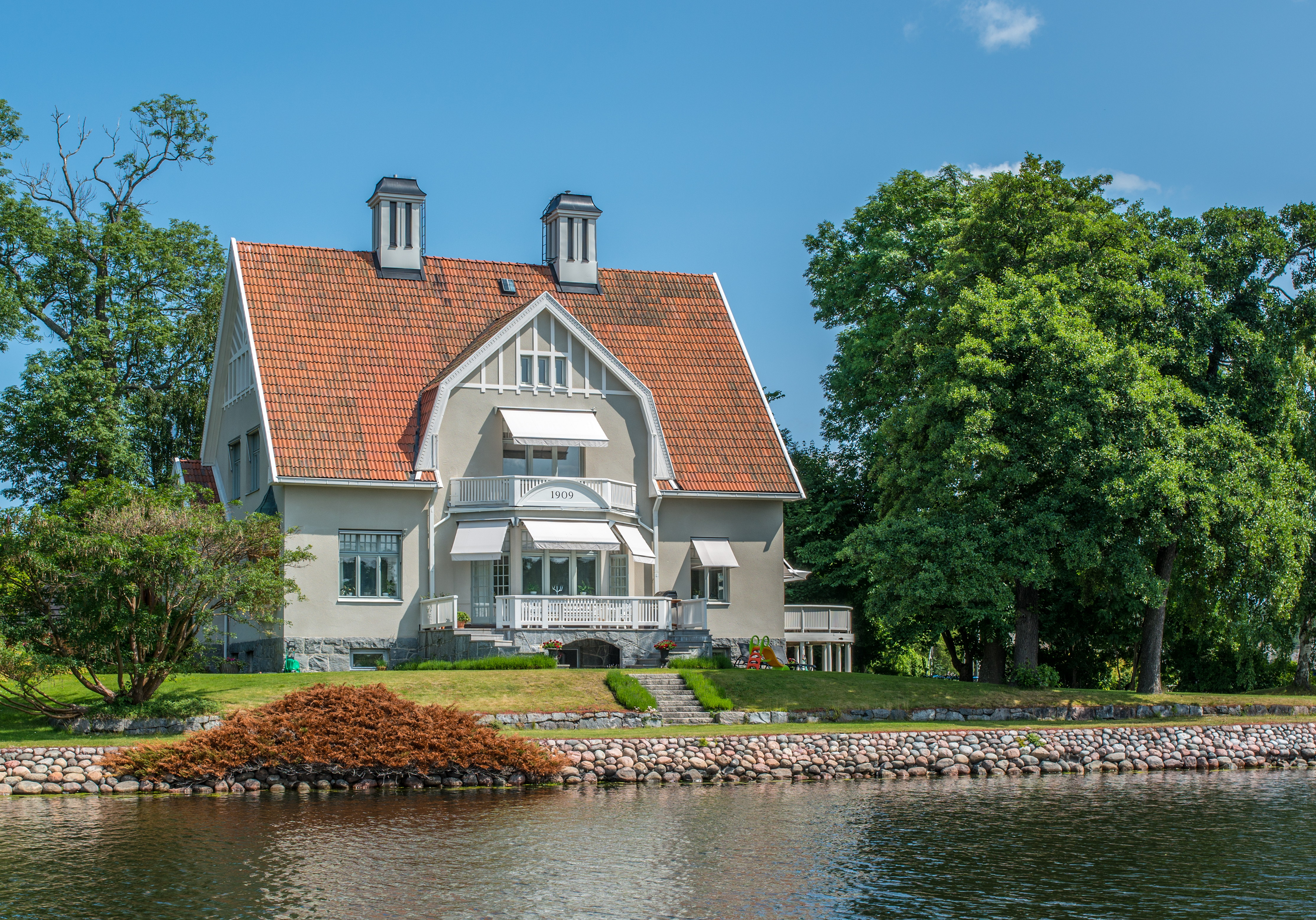
Villa Majgården i juli 2013.

Villa Majgården är en kulturhistoriskt värdefull byggnad vid Strandpromenaden 2 i Saltsjö-Duvnäs i Nacka kommun. Den exklusiva villan uppfördes omkring 1910 och kallas även Silvanderska villan efter makarna Silvander som bebodde huset på 1950- och 1960-talen. 

## Byggnadsbeskrivning

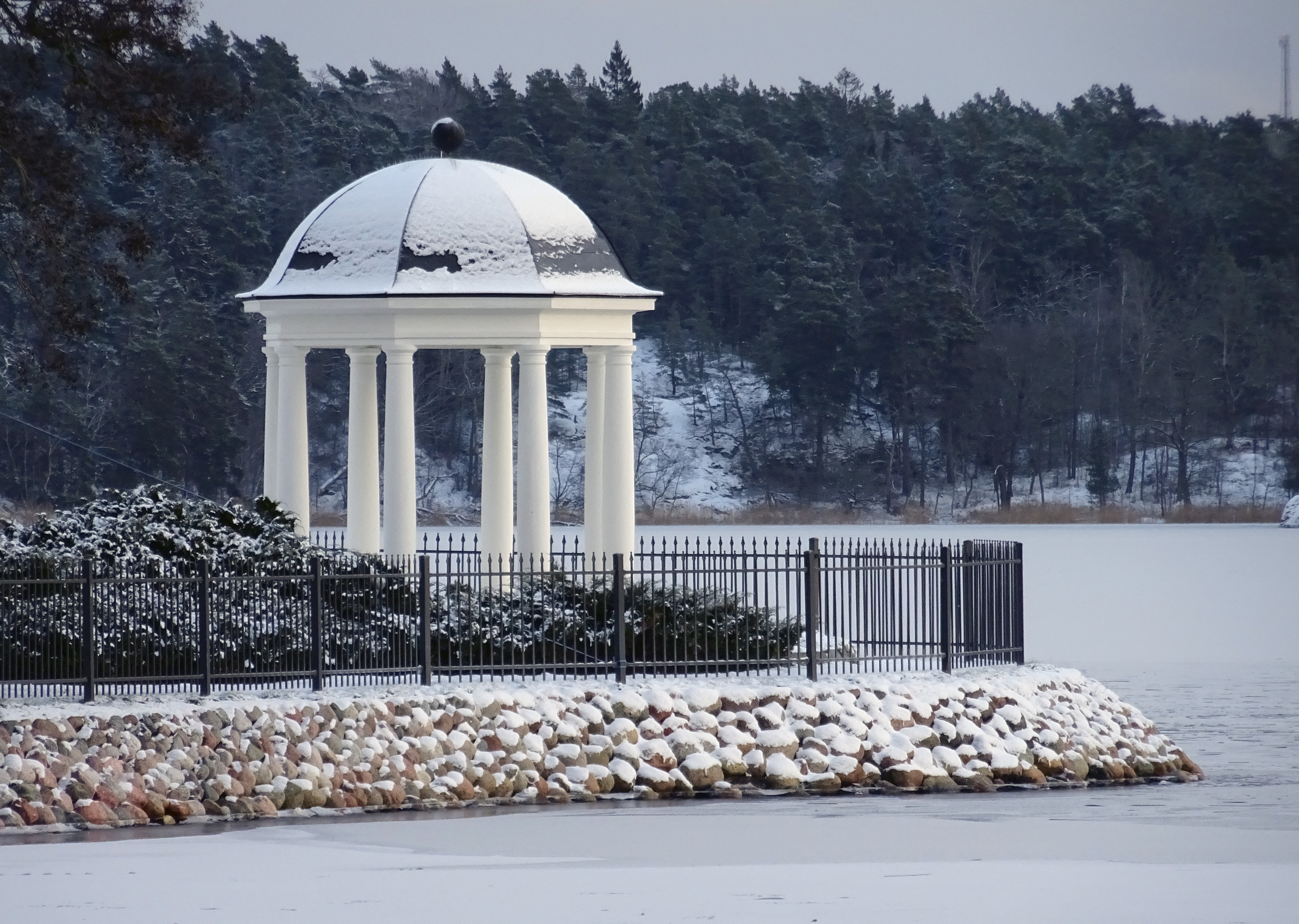
Majgårdens ekotempel.

Majgården ligger på en liten udde mellan Strandpromenaden och Duvnäsviken. Närmaste granne i öster är den så kallade Gamla Prästgården som förmodas döljer de äldsta delarna efter Duvnäs gård. 
Av olika dokument framgår att villa Majgården redan var uppfört omkring 1910, men det har inte gått att finna någon som helst dokumentation över byggnadens tillkomst. Förmodligen beror det delvis på att fastighetsbeteckningarna för Saltsjö-Duvnäs har ändrats vid flera tillfällen, vilket försvårar efterforskningar. 
Arkitekt Carl Kempendahl, Duvnäsarkitekten framför andra,  har framförts som möjlig upphovsman, dock har tidigare ägare bestämt tillbakavisad att han skulle ha ritat villan. Det enda man funnit är köpekontraktet, men inga ritningar och därför är arkitekten okänd. Arkitekturen, med sin pompösa tyskinspirerade stil, avviker från den övriga bebyggelsen som domineras av nationalromantikens formgivning.
Till villan hör också ett litet ekotempel som utgör ett välkänt landmärke vid Duvnäsvikens övergång till Skurusundet. Templet avbildas även på Olle Nymans affisch ”Saltsjö-Duvnäs” från 1932.

### Boenden
Majgården inrymde från början Aktiebolaget Saltsjö-Dufnäs villatomters försäljningskontor. På 1950- och 1960-talen beboddes villan av makarna John Wilhelm och Maria Karolina Silvander som grundade och drev Silvanders herrekipering vid Drottninggatan 29 i Stockholm. Efter dem kallas huset även ”Villa Silvander”. År 2001 bytte Majgården ägare, då förvärvades fastigheten av finansmannen Per Josefsson för 20 miljoner kronor av Fayez Abul-Kheir. Fem år senare sålde Josefsson villan till sitt eget bolag Perj Förvaltnings AB för 28,5 miljoner kronor, vilket då blev Sveriges dyraste villaköp.

### Bilder

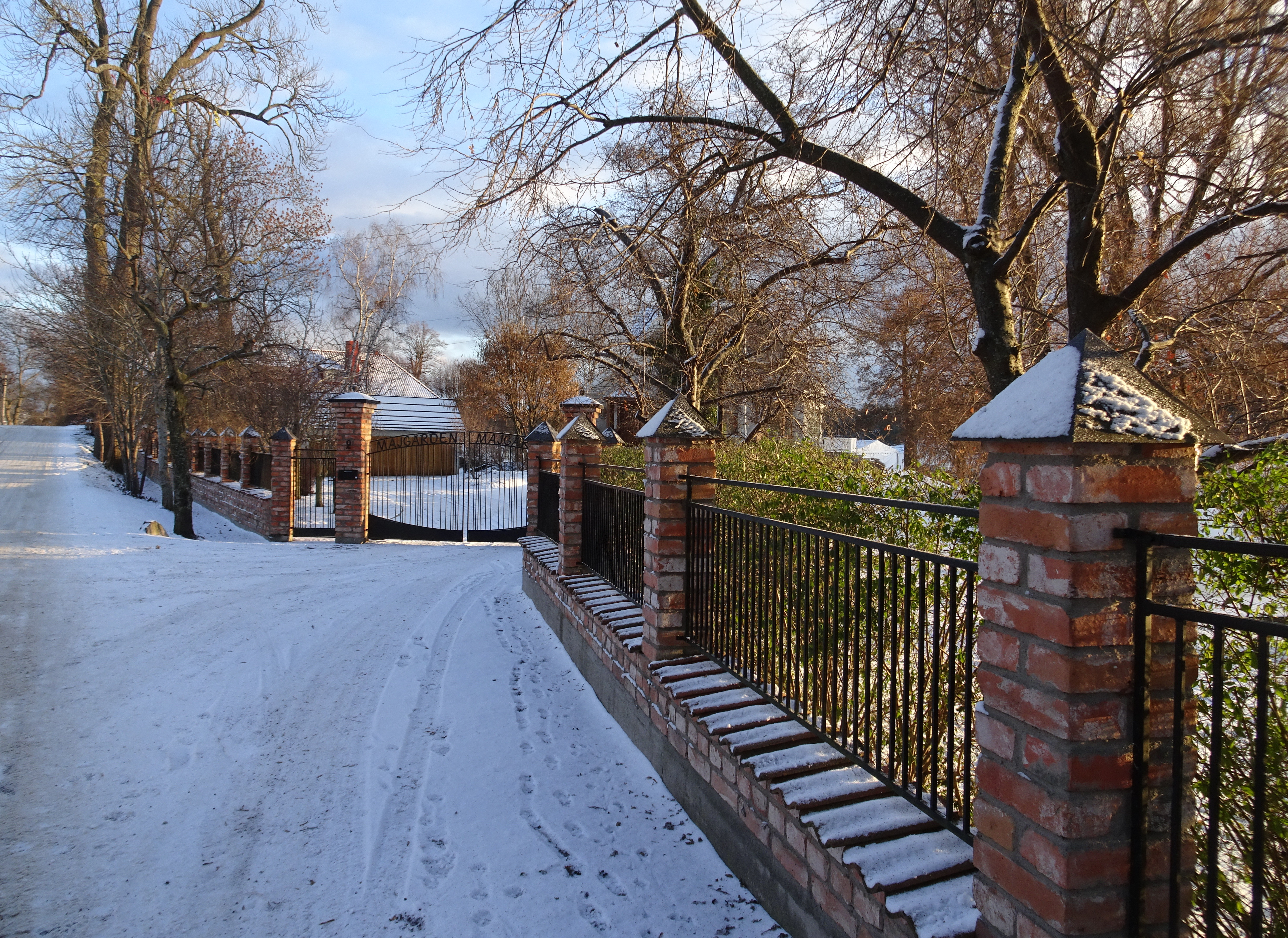
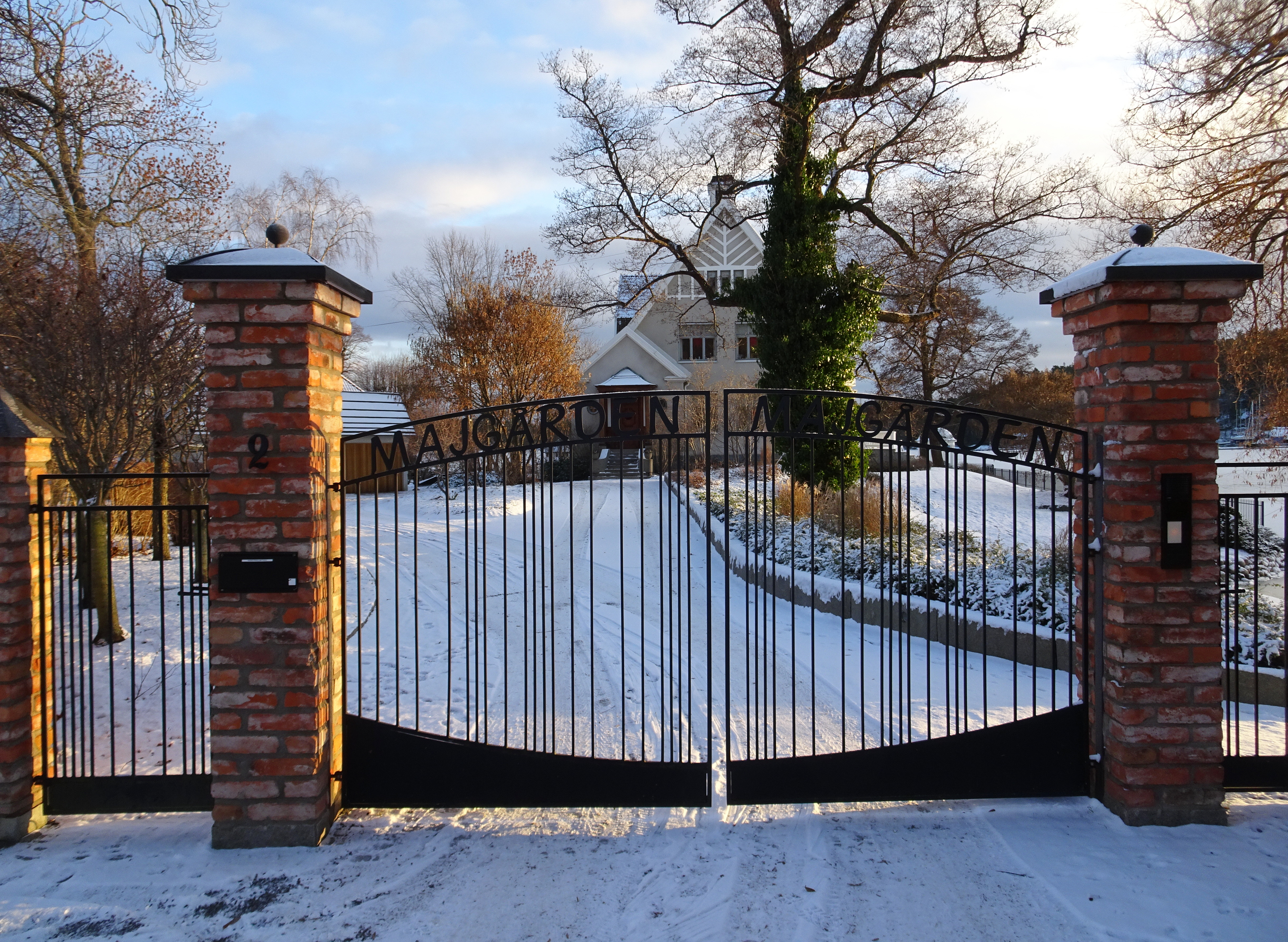
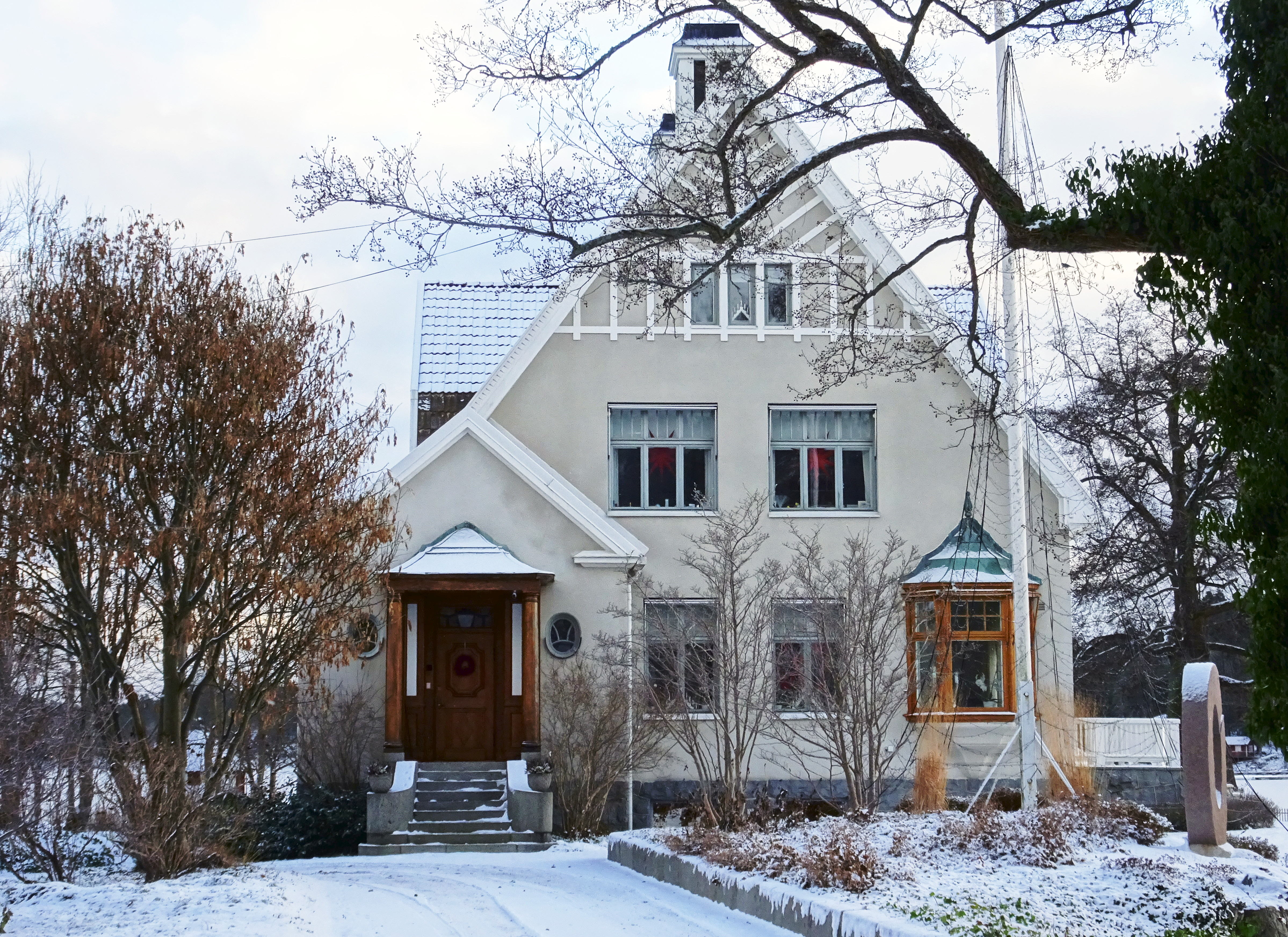
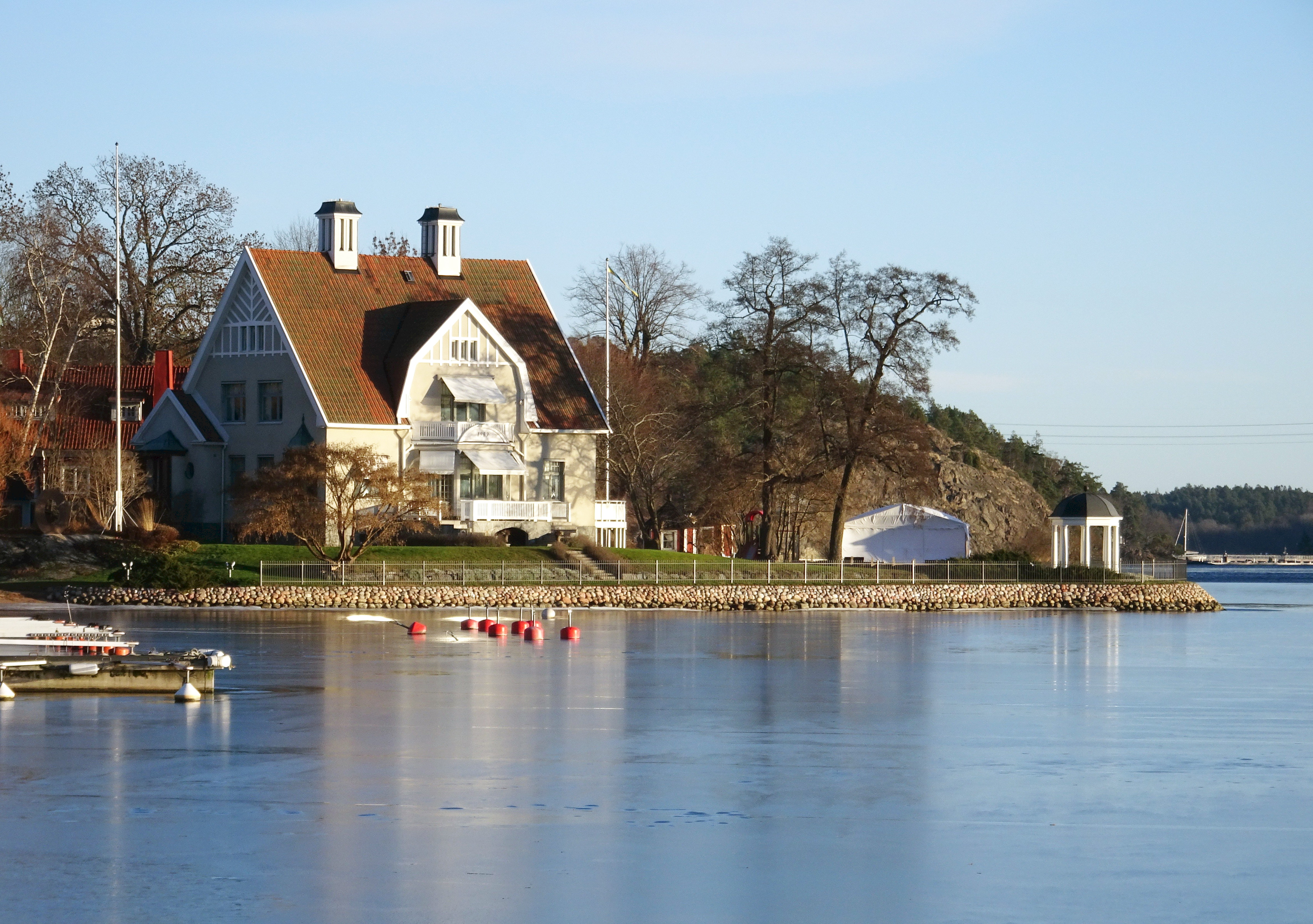